# محمد بن أمية البصري
محمَّد بن أميَّة بن أبي أميَّة البصري (؟ - ~230هـ/845م) كاتب وأديب وشاعر عربي من العصر العباسي الأوَّل.

## سيرته
ولِدَ محمد بن أمية بن أبي أمية في مدينة البصرة، وغادر مسقط رأسه في فترة من فترات حياته إلى بغداد عاصمة الخلافة العباسيَّة، وهناك اشتهر شاعراً في خلافة هارون الرشيد، وتوطَّدت علاقته بأخيه إبراهيم بن المهدي. أصبح محمد بن أمية مشهوراً في الوسط الأدبي، وكانت تجمعه عداوة مع الفضل الرقاشي، وهو موضوع بعض قصائده الهجائيَّة. لا يُعرَف على وجه الدقة تاريخ وفاة محمد بن أمية، ويُرجِّح مؤرِّخو الأدب العربي أنَّ وفاته كانت قرابة 230هـ.

## شعره
محمد بن أمية البصري شاعر مُقِل، وهو من المُحدِّثين في الشعر، اتسمت قصائده بالسيولة والرقة، وتناول فيها الغزل والهجاء والنسيب.